# Geminis
Geminis fou una revista literària i cultural fundada a Tortosa per Gerard Vergés i Jesús Massip. De publicació irregular, se n'editaren 43 números entre 1952 i 1961. Hi col·laboraren escriptors i intel·lectuals com Joan Baptista Manyà, Manuel Ribas Piera, Alfons Carles Comín, Francisco Casamajó i Manuel Pérez Bonfill, entre molts altres.

## Context històric
Abans de parlar de la revista Geminis, cal situar-la en el seu context per tal de comprendre millor la seva significació. En plena postguerra espanyola la societat està sofrint els problemes desencadenats per la Guerra Civil. En el cas concret de Catalunya, cal tenir present que s'estava patint una dura repressió cultural dels elements identitaris més significatius, sobretot pel que fa al català. A partir dels anys 40 semblava que la situació començava a canviar i apareixien els primers signes de recuperació. Els catalans lluitaven per mantenir la seva llengua i la seva cultura, i la ciutat de Tortosa no només no es quedà al marge d'aquest procés de recuperació, sinó que va experimentar una destacada represa cultural i artística, per la seva significació i qualitat[1].
En aquest context de canvi i reivindicació cultural comencen a sorgir a la ciutat diversos grups culturals, impulsors d'aquest procés, entre els quals destaca la publicació del primer número de la revista Geminis al juliol de l'any 1952.

## La revista
La publicació estava impresa en format gran i formada per quatre planes. Utilitzava el castellà i, en menor mesura, el català; el fet que el títol en majúscules de la revista es pugui llegir tant en català com en castellà ja en denota el caràcter bilingüe. El nom de «Geminis» també rau del fet de ser-ne dos fundadors. La redacció es localitzava, inicialment, a l'avinguda de Colom, 10, de Tortosa, i posteriorment es traslladà al carrer Pare Cirera de la mateixa localitat. Fou la primera revista a publicar una esquela en català d'ençà del 1939, amb motiu de la mort de Carles Riba: «Carles Riba. Exemple viu de fidelitat, poeta, intel·lectual europeu i català, mestre de joventut, ha mort. Tortosa, arran de la seva sang, està de dol. Déu li ha donat el premi de la vida. Germans en la fe: feu-li la caritat d'una oració».